# Thượng tướng Thông tin liên lạc
Thượng tướng Thông tin liên lạc (tiếng Đức: General der Nachrichtentruppe) là một cấp bậc tướng lĩnh trong Lục quân Đức Quốc xã. Cấp bậc này được xếp vào nhóm cấp bậc Thượng tướng binh chủng (General der Truppengattung), trên cấp bậc Trung tướng (Generalleutnant) và dưới cấp Đại tướng (Generaloberst).
Chỉ có hai người được phong cấp hàm này
1. Erich Fellgiebel (1886-1944), được phong ngày 1 tháng 8 năm 1940, cho đến khi bị sa thải sau vụ ám sát ngày 20 tháng 7.
2. Albert Praun (1894-1975), được phong ngày 1 tháng 5 năm 1944 và tại chức cho đến khi ông bị bắt giam vào tháng 5 năm 1945.

Sau sự sụp đổ của Đức Quốc xã, cấp bậc này bị bãi bỏ.
Trong Quân đội Liên Xô cũng có một cấp bậc gần tương đương là Nguyên soái Thông tin liên lạc (маршал войскa связи), được xem là tương đương cấp bậc Đại tướng (генерал армии). Ngoài ra còn có cấp bậc Nguyên soái Tư lệnh Thông tin liên lạc (гавный маршал войскa связи) xếp trên cấp bậc Nguyên soái Thông tin liên lạc.